# Leon Greene
Pour les articles homonymes, voir Greene.
Leon Greene, né le 15 juillet 1931 à East Ham, Essex, et mort le 19 juin 2021, est un acteur et chanteur d'opéra anglais. Il a eu une carrière très variée, entre pièces de Shakespeare et comédies à West End ainsi qu'au cinéma.

## Filmographie
- 1965 : How to Undress in Public Without Undue Embarrassment (en)
- 1966 : Le Forum en folie (A Funny Thing Happened on the Way to the Forum) : Captaine Miles Gloriosus
- 1966 : Don't Lose Your Head : Malabonce
- 1967 : Camelot : Sir Turloc
- 1967 : Le Défi de Robin des Bois (A Challenge for Robin Hood) : Little John
- 1968 : Les Vierges de Satan (The Devil Rides Out) : Rex Van Ryn
- 1968 : Les tueurs sont lâchés (Assignment to Kill : le grand homme
- 1971 : Carry On Henry (en) : Bourreau
- 1971 : Carry On at Your Convenience : Chef
- 1971 : The Persuaders : Abel Gaunt
- 1974 : 11 Harrowhouse : Max Toland, voleur de bijoux
- 1974 : The Four Musketeers : officier Suisse
- 1975 : Royal Flash : Grundwig
- 1976 : The Ritz : Muscle Bound Patron
- 1976 : The Seven-Per-Cent Solution : Squire Holmes
- 1977 : Adventures of a Private Eye : Rosco
- 1977 : The Squeeze : Commissionaire
- 1978 : Adventures of a Plumber's Mate : Biggs
- 1978 : Le Voleur de Bagdad (The Thief of Baghdad) : le garde de Jaudur
- 1979 : The Human Factor : grand homme
- 1980 : Flash Gordon : Colonel dans la salle de contrôle
- 1981 : Masada (Mini-Serie TV) : 1er Centurion
- 1989 : The Return of the Musketeers : Captaine Groslow